# Władimir Wostruchow
 Władimir Iwanowicz Wostruchow, (ros.) Владимир Иванович Вострухов (ur. 31 maja?/12 czerwca 1895 w stanicy Nowki, zm. 18 listopada 1971 w Moskwie) – radziecki wojskowy, generał pułkownik.

## Życiorys
Urodził się w stanicy Nowki w obwodzie włodzimierskim.
W 1916 roku powołany do armii rosyjskiej. Ukończył 3 Moskiewską Szkołę Chorążych, otrzymując stopień chorążego (ros. прапорщик). Brał udział w I wojnie światowej na froncie zachodnim, był dowódcą drużyny karabinów maszynowych. Z wojska wystąpił w 1918 roku.
W 1919 roku wstąpił do Armii Czerwonej, brał udział w walkach na Froncie Południowym, pełnił funkcję adiutanta pułku strzeleckiego.
Po zakończeniu wojny domowej pełnił kolejno funkcję: dowódcy oddziału gospodarczego pułku strzeleckiego, dowódcy kompanii, dowódcy batalionu wartowniczego Moskiewskiego Okręgu Wojskowego, dowódcy pułku zapasowego i pomocnika dowódcy pułku strzeleckiego. W 1923 roku został dowódcą pułku strzeleckiego. W 1925 roku ukończył kurs doskonalący dowódców Armii Czerwonej „Wystriał”. Po jego ukończeniu pozostał tam jako wykładowca, a potem starszy wykładowca kursu „Wystriał”. W 1932 roku został szefem Strzelecko-Taktycznego Instytutu „Wystriał”. W tym czasie w trybie wieczorowym ukończył w 1933 roku Akademię Wojskową im. Frunzego. W 1934 roku został pomocnikiem inspektora piechoty i strzeleckiego przygotowania bojowego Armii Czerwonej, a potem starszym pomocnikiem inspektora piechoty Armii Czerwonej. Od 1940 roku był kolejno: szefem 1 oddziału Wydziału Inspektoratu Piechoty Armii Czerwonej, a potem zastępcą naczelnika i naczelnikiem 4 oddziału Wydziału Wyszkolenia Bojowego Armii Czerwonej.
Po ataku Niemiec na ZSRR został zastępcą dowódcy 22 Armii do spraw tyłów, która brała udział w walkach w składzie Frontu Zachodniego. Od 20 października 1941 roku jednocześnie pełnił obowiązki dowódcy 22 Armii, która w tym czasie brała udział w walkach obronnych Frontu Kalinińskiego, funkcję tę pełnił do lutego 9142 roku. W okresie luty – marzec 1942 roku był w dyspozycji Głównego Zarządu Kadr Ministerstwa Obrony. W marcu 1942 roku został dowódcą 31 Armii Frontu Kalinińskiego, którą dowodził do 10 kwietnia. Następnie został szefem tyłów – zastępcą dowódcy Frontu Kalinińskiego do spraw tyłów, funkcję tę pełnił do listopada 1942 roku, kiedy został zastępcą dowódcy do spraw tyłów 30 Armii Frontu Zachodniego. W kwietniu 1943 roku został zastępcą dowódcy Stepowego OW, a po jego przekształceniu w Front Stepowy w lipcu 1943 roku nadal pozostał na stanowisku zastępcy dowódcy do spraw tyłów. Po przekształceniu Frontu Stepowego w 2 Front Ukraiński w październiku 1943 roku pozostał na stanowisku zastępcy do spraw tyłów dowódcy frontu. Stanowisko to zajmował do końca wojny w Europie. Następnie został zastępcą dowódcy Frontu Zabajkalskiego.
Po zakończeniu wojny w 1946 roku został komendantem Wojskowej Akademii Logistyki i Zaopatrzenia im. Mołotowa i pełnił tę funkcję do 1949 roku. Następnie został szefem tyłów Sił Powietrznych ZSRR. W 1953 roku przeniesiony do rezerwy.

## Awanse
- pułkownik (полковник) (1935)
- kombrig (комбриг) (25.04.1940)
- generał major (генерал-майорy) (4.06.1940) (rozkaz nr 945)
- generał porucznik (генерал-лейтенант) (25.09.1943) (rozkaz nr 1050)
- generał pułkownik (генерал-полковник) (29.05.1945) (rozkaz nr 1241)

## Odznaczenia
- Order Lenina (21.02.1945)[1]
- Order Czerwonego Sztandaru (trzykrotnie – 22.02.1944[2], 3.11.1944[3], 20.06.1949[4])
- Order Suworowa kl. I (8.09.1945[5])
- Order Kutuzowa kl. I (13.06.1944[6])
- Order Bohdana Chmielnickiego kl. I (28.04.1945[7])
- Order Wojny Ojczyźnianej kl. I (27.08.1943[8])
- Medal jubileuszowy „W upamiętnieniu 100-lecia urodzin Władimira Iljicza Lenina”
- Medal „Za zwycięstwo nad Niemcami w Wielkiej Wojnie Ojczyźnianej 1941–1945” (1945)
- Medal jubileuszowy „Dwudziestolecia zwycięstwa w Wielkiej Wojnie Ojczyźnianej 1941–1945”
- Medal „Za zwycięstwo nad Japonią”
- Medal „Za zdobycie Budapesztu”
- Medal „Za zdobycie Wiednia”
- Medal „Za ofiarną pracę w Wielkiej Wojnie Ojczyźnianej 1941–1945”
- Medal jubileuszowy „XX lat Robotniczo-Chłopskiej Armii Czerwonej”
- Medal jubileuszowy „30 lat Armii Radzieckiej i Floty”
- Medal jubileuszowy „40 lat Sił Zbrojnych ZSRR”
- Medal jubileuszowy „50 lat Sił Zbrojnych ZSRR”
- Medal „W upamiętnieniu 800-lecia Moskwy”
- Order Michała Walecznego (Rumunia)
- Order Czerwonego Sztandaru (Mongolia)